# Rockport (Texas)
Rockport è un comune (city) degli Stati Uniti d'America e capoluogo della contea di Aransas nello Stato del Texas. La popolazione era di 8.766 abitanti al censimento del 2010.
Rockport è adiacente alla città di Fulton, e molti si riferiscono alle comunità unite come "Rockport-Fulton"; tuttavia, Rockport e Fulton sono comuni legalmente separati.

## Geografia fisica
Rockport è situata a 28°02′55″N 97°02′28″W (28.048645, -97.041185).
Secondo lo United States Census Bureau, la città ha una superficie totale di 38,88 km², dei quali 27,66 km² di territorio e 11,21 km² di acque interne (28,85% del totale).

## Storia
Fondazione di Rockport
Dopo la guerra civile, un certo numero di persone prese in considerazione lo sviluppo della penisola di Live Oak. Joseph F. Smith, che aveva fondato la vicina città di St. Mary's nel 1850, si unì a Thomas H. Mathis e suo cugino JM Mathis, che erano agenti della linea Morgan Steamship, e costruì un molo sul sito di quello che sarebbe poi divenne la città di Rockport, nel 1867. Lo stesso anno, George W. Fulton e sua moglie, l'erede del Texas, e la cugina di Joseph Smith, Harriet Smith Fulton, si trasferirono nei suoi vasti possedimenti terrieri sulla penisola. Fulton si interessò anche allo sviluppo di Rockport, oltre a creare la città di Fulton più a monte della costa. In risposta, una nascente operazione di macellazione e confezionamento del bestiame al molo si espanse rapidamente, consentendo a Rockport di essere ufficialmente incorporata come città nel 1870; il suo nome deriva dalla sporgenza rocciosa che corre lungo la riva. Thomas Mathis divenne il primo sindaco di Rockport dopo essere stato nominato dal governatore. Un anno dopo, nel 1871, la città ottenne lo status di "città" dopo una continua crescita.
Boom & Bust dei primi anni
Nel 1871, i cugini Mathis si unirono alle famiglie di allevatori locali di George W. Fulton e Thomas M. Coleman per allevare e macellare il bestiame da spedire fuori dal molo della città sulla loro linea di navi a vapore. La partnership si è rivelata di grande successo e ha continuato ad attirare persone e aziende in città. Il panico nazionale del 1873 prese la sua parte della prosperità della città e causò un crollo per gli anni successivi. Il mercato del confezionamento della carne fu lento a riprendersi ei cugini Mathis abbandonarono la partnership di allevamento nel 1879. Fulton e Coleman riformarono quindi la loro partnership di allevamento, un'organizzazione che continuò negli anni '30. Per molti anni Fulton e altri hanno presentato una petizione affinché la ferrovia estendesse le loro linee a Rockport per fornire una seconda fonte di trasporto e rompere il monopolio della Morgan Line sui porti di Coastal Bend. Dopo aver offerto diritti di passaggio gratuiti attraverso il ranch Coleman-Fulton e centinaia di acri in lotti cittadini, finalmente, nel 1888 arrivò la ferrovia. La compagnia Morgan Steamship ora aveva concorrenza e quando gli allevatori di bestiame locali iniziarono a spedire bestiame vivo in treno, la Morgan Line si ritirò dal servire il Coastal Bend. Un altro breve scatto di crescita iniziò e presto terminò, qui e in tutto il Texas, a causa di alcuni inverni rigidi e dello sviluppo dell'industria del bestiame nel centro-ovest. La ferrovia, tuttavia, portò turisti e l'economia della città crebbe con diversi grandi hotel che si rivolgevano a quel settore. L'economia di Rockport divenne presto dominata dalla costruzione navale e dal turismo verso la fine del XIX secolo. Allo stesso tempo, la ferrovia offriva un trasporto veloce per i raccolti, e un boom della terra causato dall'agricoltura seguì fino a quando non si arrestò con il panico nazionale del 1893.
20º secolo
L'economia di Rockport ha continuato a lottare fino all'inizio del XX secolo e ha subito un altro colpo nel 1919 quando un grande uragano decimò la regione. Ne è seguita una lenta ripresa che ha bloccato lo sviluppo aggiuntivo. Le fortune della città tuttavia iniziarono a migliorare nel 1925 in seguito all'istituzione di una redditizia industria di gamberetti che crebbe ulteriormente negli anni '30 e trasse vantaggio dalla costruzione di un porto nel 1935. L'attività di gamberetti diminuì durante la seconda guerra mondiale ma si riprese in seguito, dando impulso alla città insieme a un'importante industria nautica che si sviluppò anche in questo periodo. Alla fine del secolo, la pesca dei gamberetti ha continuato a essere una parte importante dell'economia di Rockport insieme alla pesca e al turismo.
21º secolo
Uragano Harvey
Il 25 agosto 2017 l'uragano Harvey (nome ora in pensione) è atterrato vicino alla città come tempesta di categoria 4 sulla scala Saffir-Simpson. Harvey ha causato una morte e un danno catastrofico. Una persona è morta in un incendio in una casa in città, incapace di essere soccorsa a causa delle condizioni meteorologiche estreme, interi isolati sono stati distrutti dai violenti venti oculari dell'uragano, il tribunale della città è stato gravemente danneggiato quando un rimorchio è stato scagliato contro di esso , fermandosi a metà della struttura, la palestra della Rockport-Fulton High School ha perso più pareti mentre la scuola stessa ha subito notevoli danni, molte case, condomini e attività commerciali hanno subito gravi danni strutturali a causa dei venti intensi, e molti furono completamente distrutti. Numerose barche sono state danneggiate o affondate in un porto turistico della città, aeroplani e strutture sono state distrutte all'aeroporto della contea di Aransas e anche il Fairfield Inn è stato gravemente danneggiato, Circa il 20% della popolazione di Rockport è stata sfollata, poiché non era ancora in grado di tornare alle loro case un anno dopo l'uragano.

## Società

### Evoluzione demografica
Secondo il censimento del 2010, la popolazione era di 8.766 abitanti.

### Etnie e minoranze straniere
Secondo il censimento del 2010, la composizione etnica della città era formata dall'88.72% di bianchi, l'1,46% di afroamericani, lo 0,65% di nativi americani, il 2,43% di asiatici, lo 0,06% di oceanici, il 4,72% di altre razze, e l'1,96% di due o più etnie. Ispanici o latinos di qualunque razza erano il 20,83% della popolazione.